# Maintalbrücke Gemünden
Die Maintalbrücke Gemünden ist eine Eisenbahnbrücke der Schnellfahrstrecke Hannover–Würzburg (Streckenkilometer 291,0 und 291,8). Das Bauwerk liegt bei Gemünden und überspannt das Maintal bei Stromkilometer 210,28 in maximal 27 m Höhe. Wenige hundert Meter östlich der Brücke münden die Sinn und die Fränkische Saale in den Main ein.
Mit 135 m (über dem Main) hat sie die größte Stützweite einer Spannbetonbalkenbrücke für Eisenbahnüberführungen in Deutschland. Zu ihrer Eröffnung galt sie als die Spannbeton-Eisenbahnbrücke mit der größten Stützweite in der Welt. Die Gradiente fällt zum südlichen Widerlager hin weitgehend mit 12,5 Promille ab. Im Bereich der Brücke liegt dabei der tiefste Punkt des Schnellfahrstreckenabschnitts Fulda–Würzburg.

## Verlauf
Die Trasse verläuft auf der Brücke gerade. Das Höhenprofil weist eine Wannenform auf: Die Gradiente geht von einem Gefälle von 12,5 Promille in eine Steigung von 12,5 Promille über. Südlich des Bauwerks schließt sich der 5,5 km lange Mühlbergtunnel an, nördlich der 1140 m lange Einmalbergtunnel.

## Geschichte

### Planung
Für die Schifffahrt war eine Brückenöffnung von mindestens 135 m Weite über dem Main herzustellen.
Für die geplante Brücke war in intensiven Abstimmungsgesprächen in den 1970er Jahren ein Standort gefunden worden, der zum Festpunkt für die weitere Planung der Linienführung wurde. Die Neubaustrecke und die geplante Maintalbrücke waren dabei im Raum Gemünden besonders stark umstritten. Im Zuge der Planungen wurde eine Vielzahl von Varianten diskutiert. Aus Gründen des Landschaftsschutzes war zunächst eine 1165 m lange Stahlfachwerkbrücke mit einer Stützweite von 130 m und bis zu 28 m Höhe geplant. In der Anhörung des Planfeststellungsverfahrens brachte u. a. die Stadt Gemünden acht Einwendungen gegen den Streckenabschnitt und die dazugehörende Brücke vor. Als ein Kernargument gegen eine Stahlbrücke galt eine erhöhte Lärmentwicklung.
Am 11. Februar 1977 demonstrierten rund 300 Bürger vor dem Rathaus gegen die Strecke. Sprechchöre forderten wiederholt: „Schnellbahn weg!“ Nach Ende der Demonstration stürmten rund 60 Demonstranten das Rathaus und stellten Bundesbahn-Dezernent Helmut Maak, der für ein Gespräch mit dem Stadtrat in die Gemeinde gekommen war, zur Rede. Eine Bürgerinitiative sammelte im gleichen Jahr 7.000 Unterschriften gegen die Strecke. Die Stadt Gemünden hatte sich darüber hinaus geweigert, der damaligen Deutschen Bundesbahn Gelände für das Bauprojekt zur Verfügung zu stellen, da 300 Jahre alte Eichen gefällt werden sollten.
Bundesbahndezernent Maak betonte auf einer Podiumsdiskussion Anfang Mai 1977, die Stadt Gemünden nehme aufgrund ihrer besonders großen Lärmbelastung eine besondere Rolle bei den Neubaustreckenplanungen ein. Mit Beginn des Planungsverfahrens trat im Gebiet der Gemeinde eine weitgehende Bebauungssperre in Kraft, da die (damals noch vorläufigen) gesetzlichen Grenzwerte für in beantragten Bebauungsgebieten Schallemissionen überschritten würden. Der Stadtrat kritisierte darüber hinaus, die Mainbrücke stehe dem Zusammenwachsen von Gemünden und Langenprozelten entgegen. Ende 1977 lag die geplante Länge des Bauwerks bei 1165 m; der Höhenverlauf (etwa mittig gelegener „Knick“ mit beidseitig 12,5 Promille Steigung) entsprach dabei bereits dem später realisierten Verlauf.
Ende der 1970er Jahre erklärte sich die Bahn bereit, auf die ursprünglich geplante Stahlbogenbrücke zu Gunsten einer Balkenbrücke zu verzichten. Darüber hinaus intensivierte die Aufklärung und Kommunikation, unter anderem mit einer Ausstellung im Hauptbahnhof Würzburg. Der Brückenentwurf wurde mehrfach anhand eines großen Modells überprüft und optimiert. Diskutiert wurde u. a. auch, die Pfeiler mit einer der Landschaft angepassten Farbe zu streichen. Diese Lösung schied aufgrund von Zweifeln an der Haltbarkeit eines solchen Anstrichs letztlich aus. 1980 wurde schließlich ein Entwurf gewählt, der an der damaligen Rahmenplanung für Talbrücken der Bundesbahn orientiert war. Dieser sah Vorlandbrücken mit Einfeldträgern mit 41,50 m Spannweite vor, mit einem gevouteten Dreifeldträger von 75/135/75 m Spannweite für die Stromquerung. Die Vorgaben der Bundesbahn bezüglich maximal zulässiger Verformungen der Brückenträger führten zu einer Konstruktionshöhe von 9 m für die Strombrücke.
Insbesondere dieser mächtige Balken wurde von Bürgern als zu „schwer“ und zu „plump“ abgelehnt. Daraufhin beauftragten die Planer des Neubaustreckenabschnitts Anfang 1981 Fritz Leonhardt, eine ästhetisch bessere Lösung zu finden. Daraus entstand die heutige Lösung mit V-förmigen Stützen. Als Vorbild diente dabei die Brielse-Maas-Brücke bei Rotterdam. Dabei wurde das Bauwerk auch technisch optimiert und beispielsweise Durchlauf- statt Einfeldträgern für die Vorlandbrücken gewählt und die Spannweite an den Vorlandbrücken vergrößert. Die überarbeitete Variante wurde an einem Modell überprüft und fand die Zustimmung der Gemündener Bürger. Darüber hinaus konnten gegenüber dem ursprünglichen Entwurf rund sieben Millionen D-Mark Kosten eingespart werden. Die gewählte Konstruktion wich in mehreren Punkten von der DIN-Norm für Spannbeton ab. Die letztlich gefundene Lösung galt als ungewöhnlich „schlank“, das heißt, das Verhältnis zwischen Stützweite und Konstruktionshöhe war größer als bei den anderen Bauwerken der Strecke.
Aufbauend auf diesen Erfahrungen wurde das Büro Leonhardt beauftragt, auch weitere Brücken der Neubaustrecke zu optimieren und dabei Einfeldträger mit Durchlaufträgern mit schlanken Pfeilern zu ersetzen. Dazu zählt unter anderem die Sinntalbrücke Zeitlofs. Schließlich wurde das Büro beauftragt, die Rahmenplanung für solche Brücken zu überarbeiten.
Im Herbst 1981 lag die geplante Länge der Brücke bei 811 m.
In der Planungs- und Bauphase lag das Bauwerk in den Baukilometern 274 und 275.

### Bau

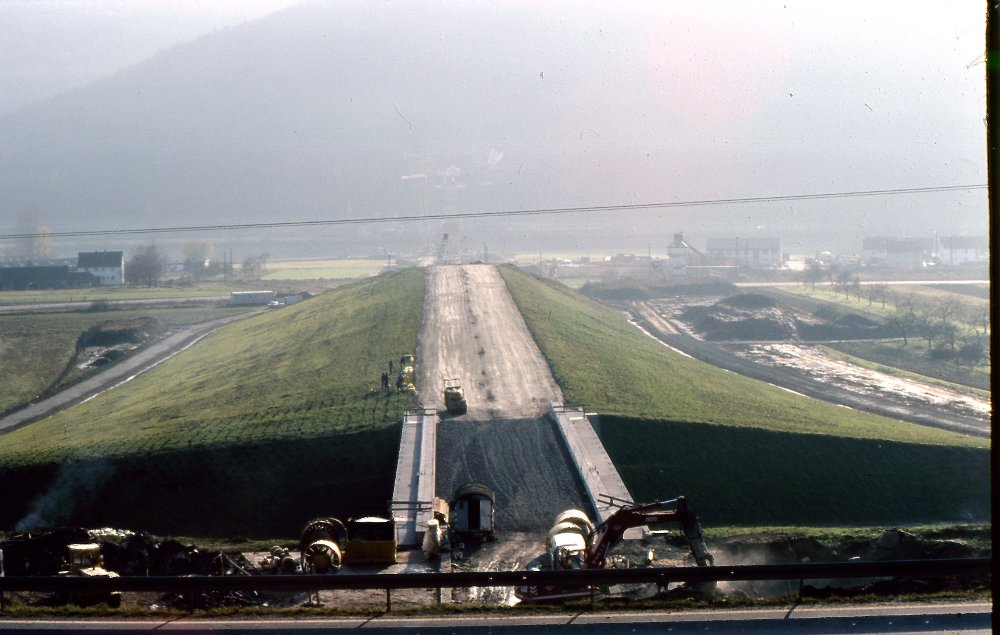
Der südliche der Brücke vorgelagerte Damm ist fertiggestellt, während im Hintergrund die Bauarbeiten an der Maintalbrücke laufen (1980er Jahre).

Der Bauauftrag für die Brücke wurde Anfang 1982 an eine Arbeitsgemeinschaft der Unternehmen Mayreder und Max Streicher (Deggendorf) vergeben. Die technische Federführung lag dabei bei der Max Streicher KG.
Die Überführung wurde in rund 30 Monaten ab April 1982, bei Baukosten von rund 27 Millionen D-Mark, hergestellt.
Das 14,3 m breite Bauwerk besteht aus den südlichen und nördlichen Vorlandbrücken sowie der dazwischen liegenden Strombrücke. Die nördlichen 330,50 m (Vorlandbrücke Nord) und die südlichen 164,00 m (Vorlandbrücke Süd) wurden dabei im Taktschiebeverfahren durch Streicher errichtet. Die mittleren 299,00 m (Strombrücke) wurden im Freivorbau durch Mayreder errichtet. Zwischen dem nördlichen Widerlager und dem Einmalbergtunnel wurde, aus dem Ausbruchsmaterial des Tunnels, ein künstlicher Damm flach aufgeschüttet.
Am 19. Oktober 1983 wurde das letzte Teilstück der Brücke betoniert. Sie galt dabei als weitgespannteste Eisenbahn-Spannbetonbrücke der Welt.
Über den Bau der Brücke gibt es auf YouTube einen Amateurfilm.

### Betrieb

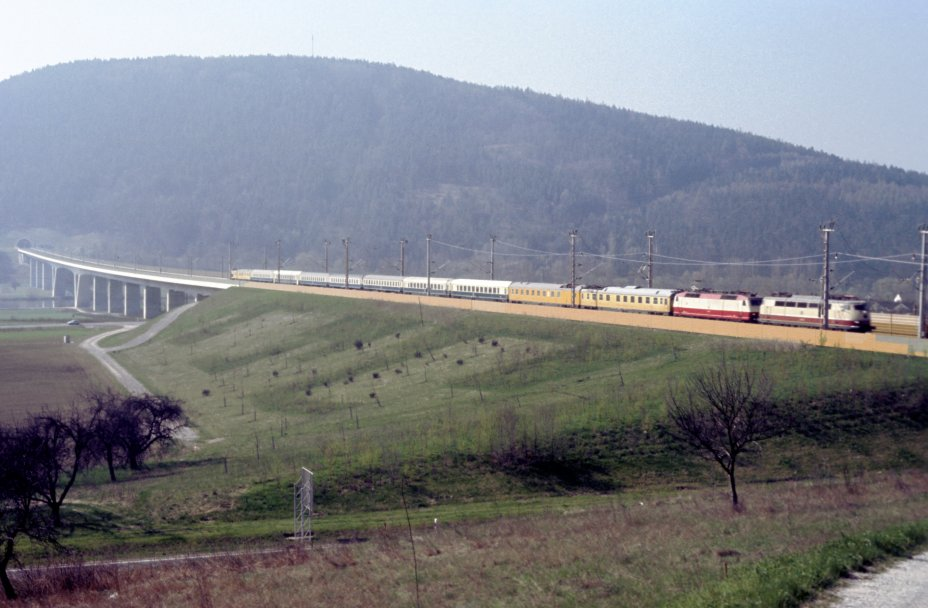
Versuchsfahrten nördlich der Brücke (April 1987)

Im Zuge der ICE-Weltrekordfahrt am 1. Mai 1988 erreichte der ICE-Vorläuferzug InterCityExperimental auf der Brücke eine Geschwindigkeit von 405 km/h. Von planmäßigen Reise- und Güterzügen wird die Brücke seit dem Fahrplanwechsel Ende Mai 1988 befahren.

## Konstruktion
Die zweigleisige Brücke besitzt eine Gesamtstützweite 793,5 m und überquert außer dem Main unter anderem eine linksmainische Landstraße und auf der rechten Mainseite die Main-Spessart-Bahn sowie die Bundesstraße 26. Eine Besonderheit dieser Brücke ist, dass sie auf der linken Mainseite auch eine 110-kV-Bahnstromfreileitung der DB Energie überbrückt.

### Strombrücke
Die 299 m lange Strombrücke mit Stützweiten von 82 m + 135 m + 82 m ist ein Rahmentragwerk, dessen Hauptpfeiler am Flussufer V-förmig ausgebildet sind. Der maximal 6,5 m hohe Überbau ist dabei mit den Pfeilern monolithisch verbunden. Dadurch ist die effektive Stützweite auf 108 m reduziert und die Konstruktionshöhe des Überbaus, ein Spannbetonhohlkasten, beträgt in Flussmitte nur 4,5 m. Die 5,4 m breite Bodenplatte des Überbaus ist im Bereich der V-Stiele maximal 1,5 m dick, die oberer Fahrbahnplatte 55 cm. Die 20 m hohen Rahmenstiele besitzen einen Anzug von 1:20, sie sind oben 6,0 m breit und unten 8,0 m. Dort ruhen sie auf unterhalb des Geländes angeordneten, 40 cm breiten, Betongelenken, mit Flachgründung der V-Pfeiler auf dem anstehenden Fels. Es ist vorgesehen, bei einer Auswechselung des Überbaus die Betongelenke zu trennen und das Bauwerk zur Seite zu verschieben. Gebaut wurde die Flussbrücke im Freivorbau, dabei wurde zwecks Stabilisierung landseitig eine Hilfsstütze angeordnet.

### Nördliche Vorlandbrücken

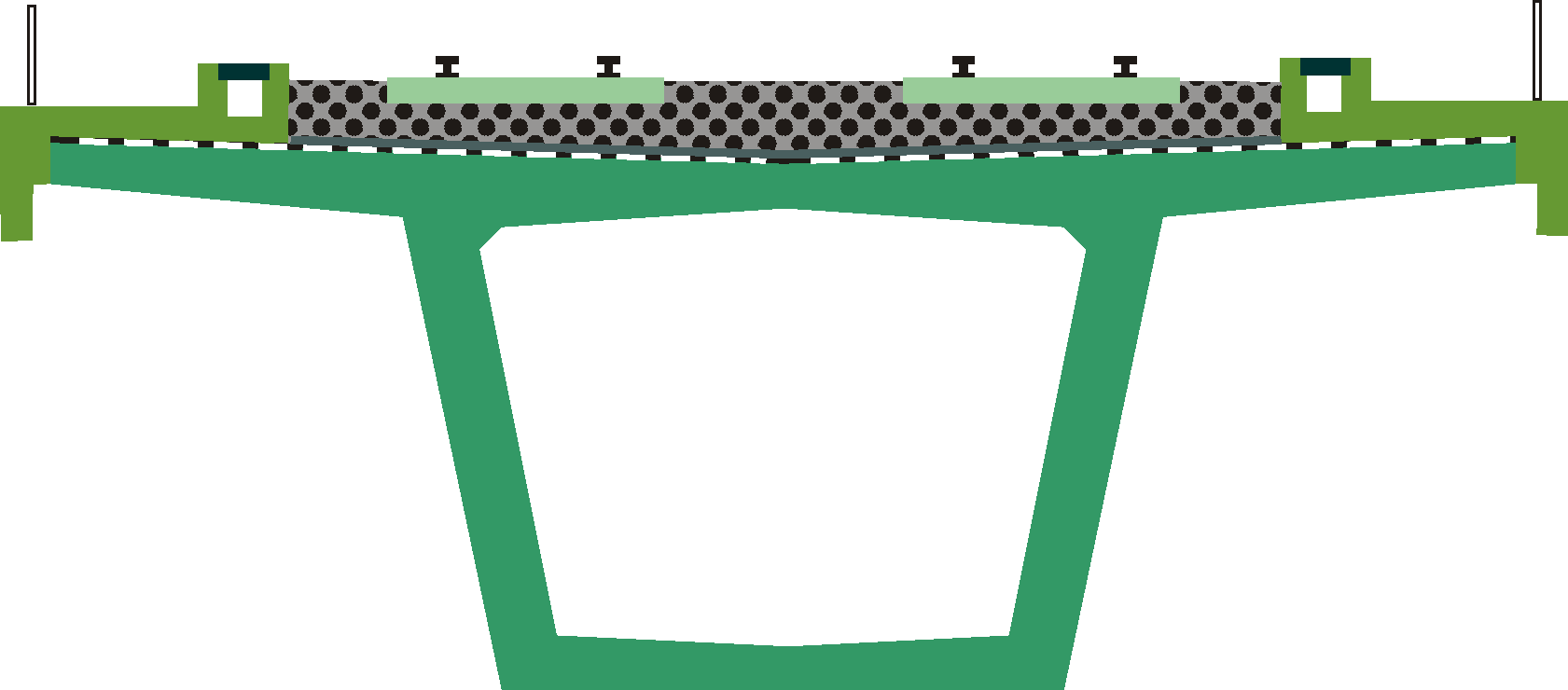
Querschnitt des Überbaus

Die nördliche Vorlandbrücken sind gekennzeichnet durch zwei dreifeldrige Durchlaufträger mit Stützweiten von (52,5 m + 2 × 55,0 m) und (2 × 55,0 m + 58,0 m). Die Konstruktionshöhe beträgt einheitlich 4,5 m. Die Herstellung erfolgte im Taktschiebeverfahren unter Verwendung von Hilfsstützen. Die Durchlaufträger sind auf dem dritten Pfeiler durch eine Dehnfuge getrennt. Dieser Trennpfeiler hat am Pfeilerkopf Außenabmessungen von 4,0 m × 6,4 m und leitet neben den Widerlagern und den V-Stielen die Bremskräfte ab. Außerdem sind bei diesem sowie den bei anderen beiden Trennpfeilern, Pfeiler 6 und 9 Schienenauszüge angeordnet. Die übrigen Brückenpfeiler haben am Pfeilerkopf Außenabmessungen von 2,7 m × 6,4 m. Alle Pfeiler besitzen einen begehbaren Hohlquerschnitt mit abgerundeten Außenecken sowie einen Anlauf von 1:70 und sind auf Bohrpfählen gegründet.

### Südliche Vorlandbrücke
Die südliche Vorlandbrücke besteht aus einem Durchlaufträger mit drei Feldern und Stützweiten von (2 × 55,0 m + 54,0 m). In ihrer Konstruktion entspricht sie den nördlichen Vorlandbrücken.

## Auszeichnung
Der Verlag für Architektur und Technische Wissenschaften Ernst & Sohn zeichnete in einer Feierstunde an der Universität Karlsruhe am 26. Januar 1989 das Bauwerk und Leonhardt, Andrä und Partner als Planer mit dem Deutschen Ingenieurpreis aus. Gewürdigt wurde neben der technischen Ausführung auch Gestaltung und Umweltverträglichkeit des Projekts. Die Jury würdigte die „zurückhaltende und doch markante Konstruktion, die sich harmonisch in die Landschaft einfügt“. Der undotierte Preis wurde im zweijährigen Rhythmus für überragende Ingenieurbauten vergeben.